# Éric Tisserand
Pour les articles homonymes, voir Tisserand.
Éric Tisserand est un ingénieur du son et un mixeur français né en 1962.

## Filmographie partielle
- 1994 : Le Colonel Chabert d'Yves Angelo
- 1994 : Killer Kid de Gilles de Maistre
- 1995 : Confidences à un inconnu de Georges Bardawil
- 1995 : Jusqu'au bout de la nuit de Gérard Blain
- 1996 : Les Sables mouvants de Paul Carpita
- 1997 : Quadrille de Valérie Lemercier
- 1997 : Tonka de Jean-Hugues Anglade
- 1998 : Une minute de silence de Florent Emilio-Siri
- 1999 : Calino Maneige de Jean-Patrick Lebel
- 2000 : Ça ira mieux demain de Jeanne Labrune
- 2000 : La Confusion des genres d'Ilan Duran Cohen
- 2000 : La Noce (Свадьба) de Pavel Lounguine
- 2000 : Une affaire de goût de Bernard Rapp
- 2001 : Confession d'un dragueur d'Alain Soral
- 2001 : Origine océan, court métrage de Gerald Calderon
- 2002 : Nid de guêpes de Florent Emilio-Siri
- 2002 : Un nouveau Russe (Олигарх) de Pavel Lounguine
- 2002 : 11'09"01 - September 11 (Israël) d'Amos Gitai
- 2003 : Brocéliande de Doug Headline
- 2004 : L'Équipier de Philippe Lioret
- 2004 : La Nuit de la vérité de Fanta Régina Nacro
- 2005 : Edy de Stéphan Guérin-Tillié
- 2005 : Espace Détente d'Yvan Le Bolloc'h et Bruno Solo
- 2006 : Je vais bien, ne t'en fais pas de Philippe Lioret
- 2007 : L'Ennemi intime de Florent Emilio-Siri
- 2008 : La Maison jaune d'Amor Hakkar
- 2008 : Sur ta joue ennemie de Jean-Xavier de Lestrade
- 2008 : Un si beau voyage de Khaled Ghorbal
- 2009 : Welcome de Philippe Lioret
- 2011 : L'Élève Ducobu de Philippe de Chauveron
- 2011 : Toutes nos envies de Philippe Lioret
- 2012 : Cloclode Florent Emilio-Siri
- 2012 : La Rizière de Xiaoling Zhu
- 2013 : L'Image manquante de Rithy Panh
- 2014 : Dans la cour de Pierre Salvadori
- 2014 : Le Dernier Coup de marteau d'Alix Delaporte
- 2014 : Du goudron et des plumes de Pascal Rabaté
- 2015 : Nos futurs de Rémi Bezançon
- 2016 : Corniche Kennedy de Dominique Cabrera
- 2016 : Débarquement immédiat de Philippe de Chauveron
- 2017 : Patients de Grand Corps Malade et Mehdi Idir

## Distinctions

### Récompenses
- César 2013 : César du meilleur son pour Cloclo

### Nominations
- César 2008 : César du meilleur son pour L'Ennemi intime
- César 2010 : César du meilleur son pour Welcome